# Makkene
Makkene är ett 1266 meter högt fjäll i Offerdals socken, Krokoms kommun, Jämtland. Fjället är beläget mellan sjöarna Stor-Burvattnet, Bielnejaure och Stor-Stensjön i Oldfjällen. Fjället ligger inom Jovnevaerie sameby, nära gränsen till Norge.

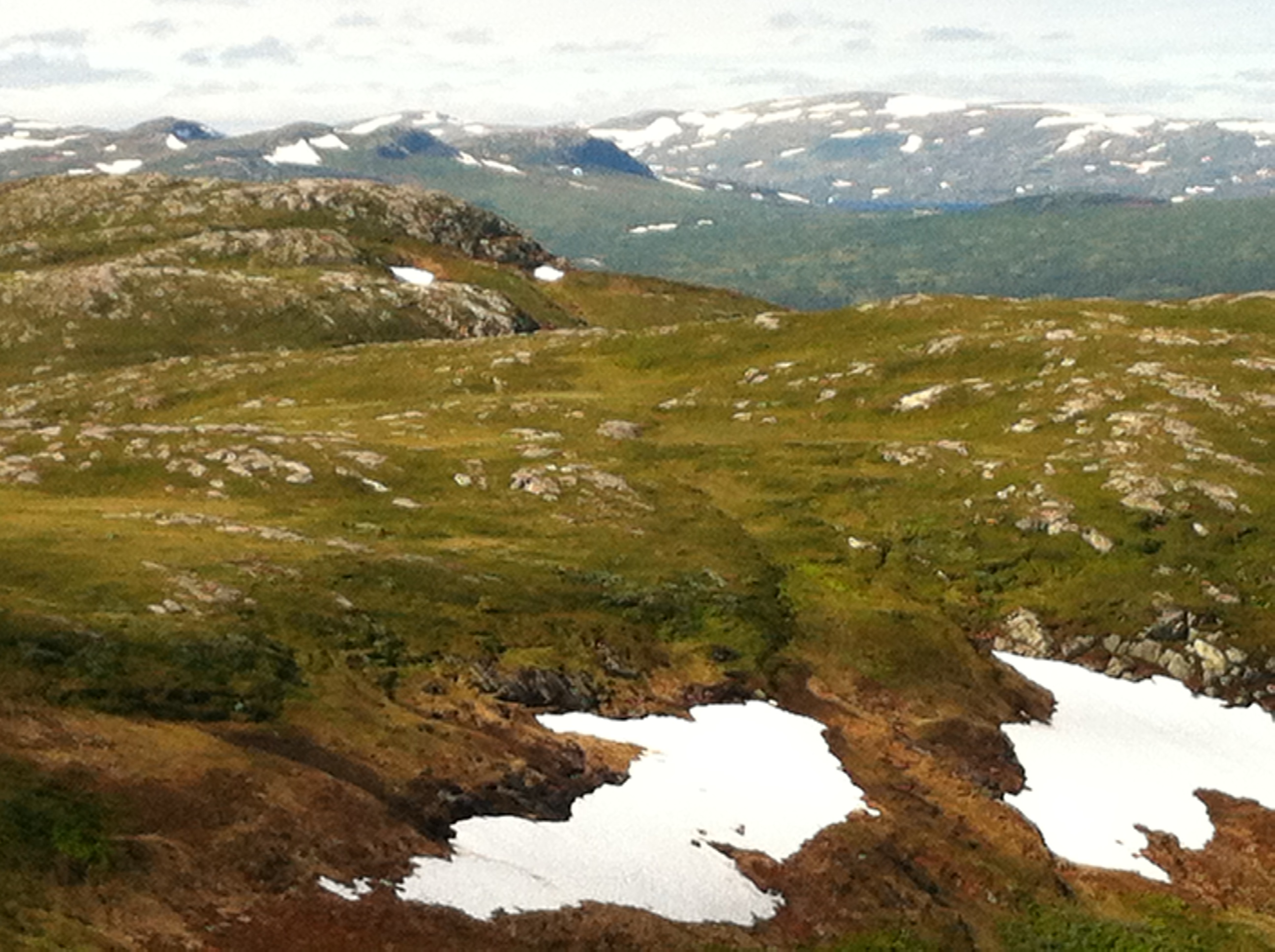
Vy från Oldfjällen.